# Barrio el Vindhó
Barrio el Vindhó är en ort i Mexiko.   Den ligger i kommunen San Agustín Tlaxiaca och delstaten Hidalgo, i den sydöstra delen av landet, 80 km norr om huvudstaden Mexico City. Barrio el Vindhó ligger 2 332 meter över havet och antalet invånare är 210.
Terrängen runt Barrio el Vindhó är kuperad. Runt Barrio el Vindhó är det ganska tätbefolkat, med 60 invånare per kvadratkilometer. Närmaste större samhälle är Pachuca de Soto, 17,9 km öster om Barrio el Vindhó. Trakten runt Barrio el Vindhó består till största delen av jordbruksmark.